# Fossar de les Moreres

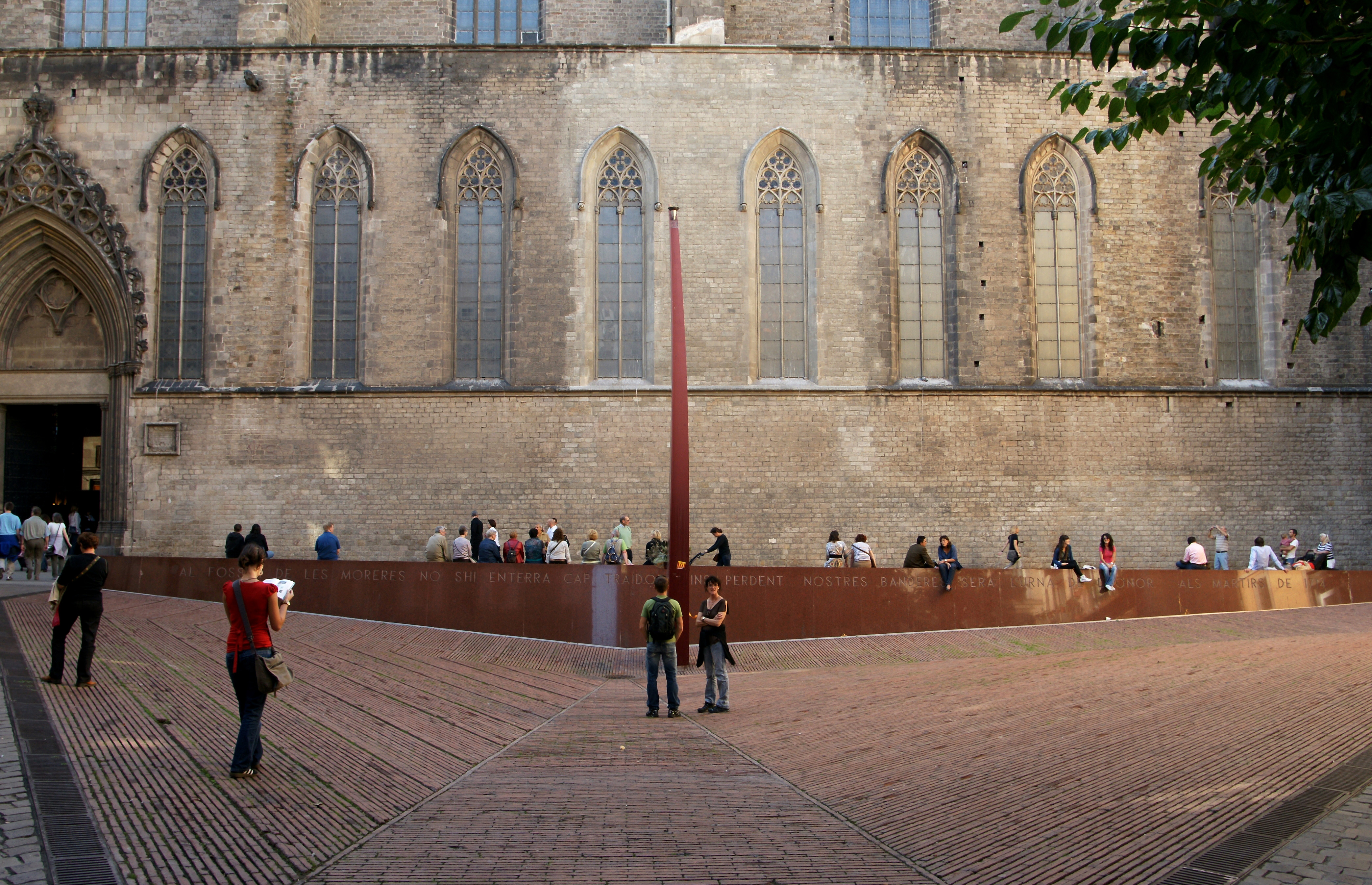
Amb la basílica de Santa Maria del Mar al fons

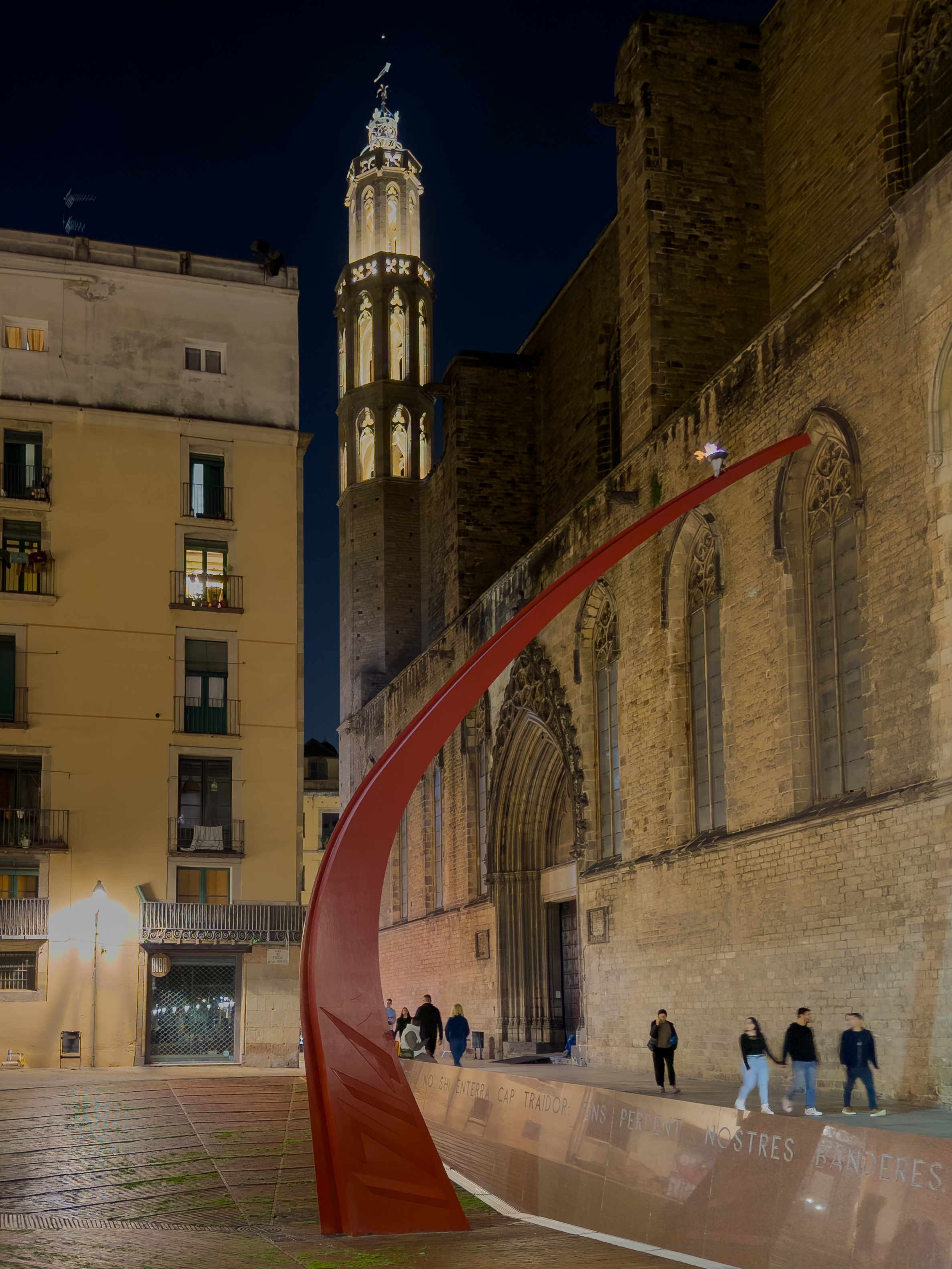
A la nit

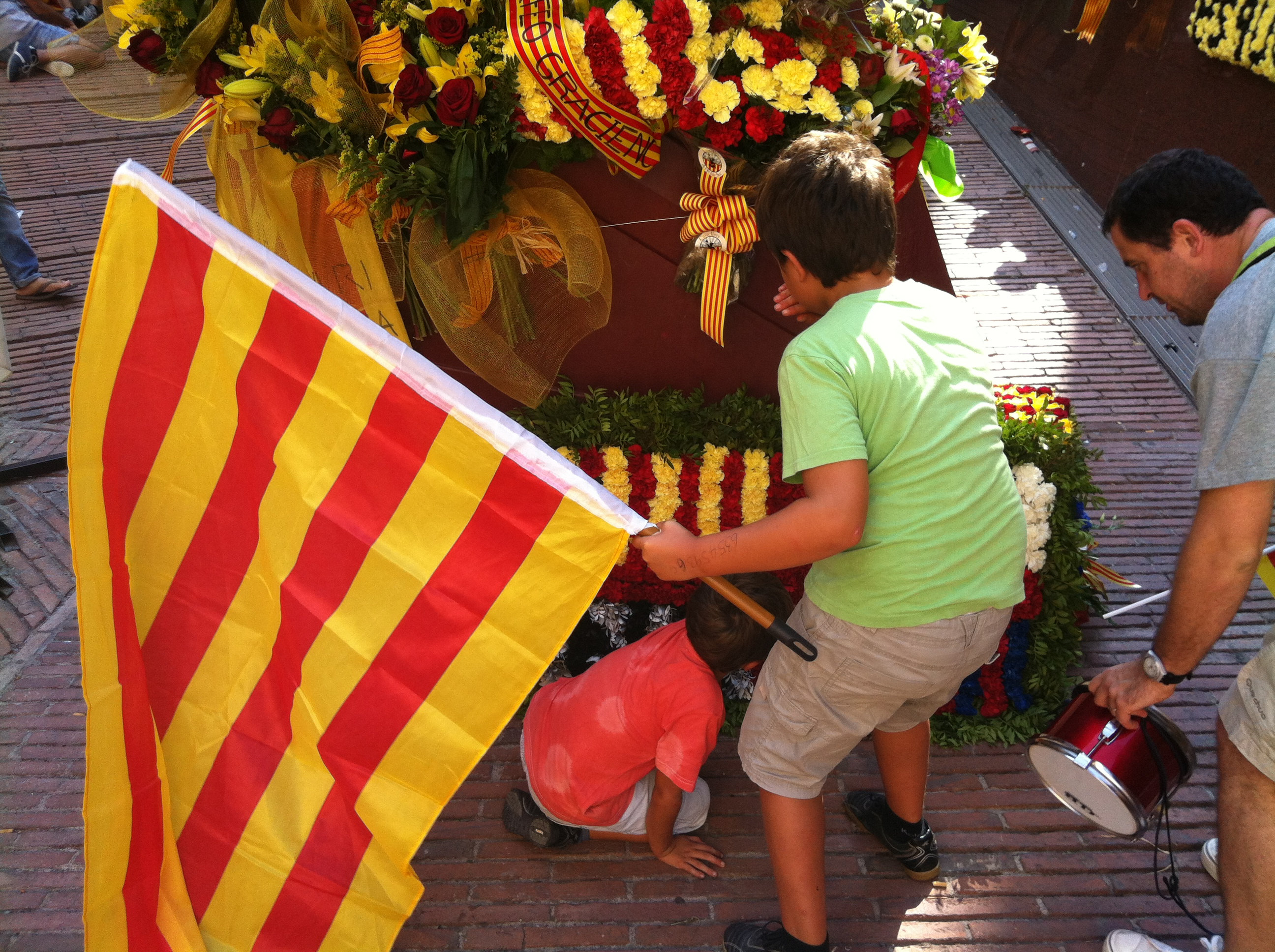
Durant la Diada Nacional de Catalunya de 2012

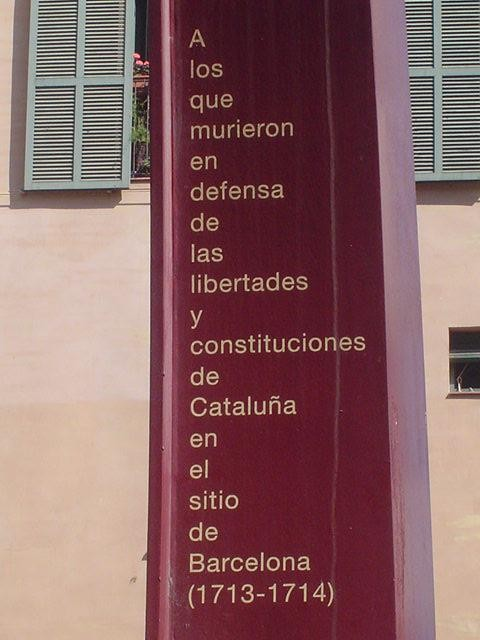
Peveter de la flama eterna en memòria dels morts durant el setge de Barcelona (1713-1714)

El Fossar de les Moreres és una plaça de Barcelona on hi ha un memorial de guerra pels morts del Setge de Barcelona (1713-1714), declarat bé cultural d'interès nacional.

## Història

### Orígens
L'antic cementiri correspon bàsicament a l'antiga zona d'enterrament de la parròquia de Santa Maria del Mar. Si bé existeixen troballes arqueològiques d'enterraments del segle iv i inicis del v a l'interior de l'edifici de l'antic carrer de l'Espaseria (avui de Santa Maria), a tocar del fossar, sota el presbiteri de l'actual temple i a la placeta de Montcada, podrien respondre a diferents enterraments realitzats segons el costum de tradició romana de fer-los al llarg dels camins que envoltaven la ciutat. Segons Pi i Arimon, al segle xii, l'església i el fossar estarien situats a la cantonada del carrer de l'Espaseria amb la plaça de Santa Maria; al sud hi hauria un areny, on s'instal·là la peixateria general, amb les barques dels pescadors varades, com cercant el petit resguard del Puig de les Falzies (actualment Pla de Palau); vers Badalona hi hauria Puig dels Molins (actualment estació de França), i els estanyols del que més tard seria barri de la Ribera, ja mig amagats per les edificacions de la rodalia de Corbera, barriada de pescadors construïda pel capítol catedralici ver el 1209 en els sorrals concedits pel rei Pere el Catòlic; a llevant hi hauria un altre grup d'edificacions als terrenys que Guillem Ramon de Montcada rebé del comte Ramon Berenguer a canvi de la seva col·laboració en la conquesta de Tortosa, terrenys que, per millor edificar-los, feu travessar per un carrer (Montcada). Amb aquestes construccions augmentà el nombre d'habitants i, conseqüentment, el de feligresos, així l'església del fossar es veié afavorida per algunes donacions. El 1329, Alfons el Benigne col·locà la primera pedra del nou temple. S'edificà al nord de l'antic, deixant una separació entre ambdós. No se sap res del que passà amb el vell edifici.
Durant l'edat mitjana, el «fossar major» estava situat tot just davant la porta principal de la basílica, mentre que el «fossar menor» o «fossar de les moreres» estava situat al lateral. Cap al 1500 s'edificaren algunes cases al carrer de les Caputxes, fet que minvà el terreny i el dividí, situació que limità el «fossar major», el qual gradualment passà a ser el menor i viceversa.
Dins el fossar major, sembla que hi havia la casa del fosser, lloc on després possiblement s'edificà la Sala del Capítol. D'aquesta sala es conserven uns murs, emmarcats i emmascarats per un edifici d'habitatges de construcció més moderna. Una excavació arqueològica i una investigació arquitectònica, determinarien, però, les seves dimensions reals. El 8 de novembre del 1511, el cos de beneficiats de Santa Maria comunicà a l'Obra la intenció de construir-se una sala de reunions i demanà ajut per portar-la a terme. El lloc triar és el fossar on era situada la casa del fosser, amb les mides següents. amplària 7 canes de tou, llargària 15 canes de tou i amb la condició de bastir un claustre que enllacés amb l'església. El 1583 s'aturaren les obres. El 1605, la primera nau del Capítol era coberta i se celebrà la primera missa. El claustre no s'acabà mai. Per tal de poder connectar el palau amb el temple, es construí, a finals del segle xvii, un corredor o passadís damunt d'arcs, enllaçant-los.
L'onze de setembre del 1714, durant el Setge de Barcelona a la Guerra de Successió, l'últim reducte resistent era format per Santa Eulàlia, els baluards de llevant i de Santa Clara, així com el barri sencer de Ribera. El fossar era el cementiri més proper i en ell varen ésser enterrats els seus defensors.

### Eliminació del cementiri i pavimentació
El 1775, i per raons de salut pública, el bisbe Climent inaugurà el cementiri del Poblenou, extramurs de la ciutat, avançant-se així a la Reial Cèdula promulgada el 3 d'abril del 1787 pel rei Carles III, que suprimia els cementiris parroquials. El 1802, amb motiu de la visita del rei Carles IV a la basílica de Santa Maria del Mar, el Fossar de les Moreres fou clausurat i dissimulat, per bé que la necessitat impel·lí a continuar usant-lo, ja que el 1813 el cementiri del Poblenou fou destruït per les tropes napoleòniques. Per tal de no perdre terrenys propietat de la parròquia, l'Obra de Santa Maria edificà noves cases i botigues, malgrat la prohibició.
Un cop acabada la guerra, el capità general Castaños ordenà imperativament el 17 de març del 1816 que tots els cementiris parroquials de Barcelona fossin empedrats. La supressió del cementiri i la construcció de la plaça propicià que la Junta d'Obres llogués la planta baixa de la plaça, així com tot el mur de l'abadia fins a la façana del Born, on germinaren barracons adossats a l'església amb parades de roba, menjar i quincalla. La degeneració i dessacralització de l'espai va continuar fins que la poesia de Frederic Soler Pitarra va cridar l'atenció sobre la significació històrica del lloc. A la poesia s'explica que un fosser i el seu net hi enterren els defensors morts a la Barcelona de 1714, quan els porten el cadàver d'un soldat dels assetjadors, fill del fosser i pare del noi, es neguen a enterrar-lo:
| « | Al fossar de les Moreres no s'hi enterra cap traïdor; fins perdent nostres banderes serà l'urna de l'honor. | » |

Amb la Renaixença, es recuperà la memòria dels fets de 1714, i pels volts de 1870 es començà a celebrar al fossar la Diada de l'onze de setembre amb caire d'homenatge als caiguts i reivindicatiu del fet català. En una làpida al fons de la plaça hi ha una placa de marbre posada el 1915 pelCasal Nacionalista Martinenc i Joventut Nacionalista els Néts dels Almogàvers, on hi ha inscrits els primers versos de la poesia de Pitarra.

### Reformes i conversió en plaça
El 1966, l'Ajuntament presidit per Josep Maria de Porcioles va projectar obres de millora per a Santa Maria, així com l'enderrocament del pont i diverses construccions adjacents a la basílica a fi de convertir l'espai en plaça. Les obres no es varen dur a terme i l'espai va patir un acusat procés de degradació fins al 1977, any en què es recol·locà la placa commemorativa. El juny del 1978, a instàncies d'Òmnium Cultural i amb la voluntat de dignificar l'espai, ja que fins aleshores s'estava utilitzant com a aparcament de cotxes, es creà la Comissió Pro Fossar de les Moreres-Memorial 1714, que treballà amb la voluntat que es pavimentés, s'impedís el trànsit rodat, i es declarés l'enclavament com a monument historicoartístic. El portaveu de l'Associació de Veïns del Barri de la Ribera manifestà la voluntat que l'enclavament fos recuperat com a símbol per a Catalunya.
El 1979 es tornà a pavimentar la plaça, i el 1981, l'Ajuntament redactà un pla especial de rehabilitació del barri de la Ribera. Per al Fossar de les Moreres es projectà la recreació del cementiri original de la Ribera a efectes commemoratius, així com la restauració del pont aixecat el 1700 al bell mig de l'actual Fossar de les Moreres pel virrei Jordi de Hessen, i que connectava la llotja reial de Santa Maria del Mar amb el Palau Reial del Pla de Palau. La remodelació del pont elevat es destinaria a acollir exposicions i mostres divulgadores sobre l'Onze de Setembre. Els arquitectes Lluís Doménech i Roser Amador argumentaren que la conservació i restauració del pont del segle xviii s'aconseguiria mitjançant una estructura de suport de fusta, ja que el pont entroncava amb la tradició de balcons voladissos pròpia de l'arquitectura del barri de la Ribera. El cementiri reconstruït quedaria tancat per totes bandes, però unes reixes laterals en permetrien la visió del conjunt. El 1983, la Comissió Pro Fossar de les Moreres-Memorial 1714 proposà un projecte alternatiu elaborat per l'arquitecte Jesús Rocañin i Serrano, que descartava el retorn a l'estat de cementiri previ a la pavimentació del 1821, i apostava per mantenir-lo com una plaça pública, així com la restauració del pont, la plantació d'unes moreres, i la incorporació d'elements commemoratius com ara una flama eterna. La Comissió apel·là a la Generalitat, però els responsables municipals es reafirmaren en la seva intenció de retornar el fossar a l'aspecte original de l'antic cementiri de Santa Maria del Mar. L'apel·lació arribà al Síndic de Greuges, que aconseguí un principi d'acord entre el tinent d'alcalde d'urbanisme Jordi Parpal i el director general del Patrimoni artístic de la Generalitat Esteve Mas.
Les obres, no exemptes de polèmica, s'iniciaren el 1986 segons el projecte de Lluís Doménech i Roser Amador, i foren adjudicades a l'empresa Huarte; malgrat que la idea inicial era la de consolidar i restaurar el pont, aquest acabà totalment enderrocat. Els tècnics al·legaren aleshores que la vista de la façana de la basílica que ara es podia contemplar era un element a tenir en compte, i que el pont no tenia cap interès històric ni patrimonial. La Crida a la Solidaritat i la Comissió Pro Fossar de les Moreres-Memorial 1714 anunciaren accions de protesta si no s'aturava la destrucció d'elements patrimonials i s'aturava la reforma. Els membres del Memorial es reuniren amb l'ajuntament per reclamar que el Fossar esdevingués una plaça pública que albergués un memorial del 1714. Finalment els tècnics de l'ajuntament aprovaren aturar el projecte de remodelació que tan sols havia servit per destruir el pont. Tres anys després, el 1989, es reprengué la reforma i s'executà un projecte de l'arquitecta Carme Fiol que creà una senzilla plaça de totxana vermella, quedant pendent la restauració de les façanes; el projecte de Fiol no s'assemblava a cap dels anteriors, sinó que es basava en la idea de construir una plaça per a l'ús quotidià, però que al mateix temps tingués un caràcter monumental; el projecte es completava amb la plantació de moreres i l'obertura de la plaça al carrer de Malcuinat, un accés que fins aleshores restava tapiat. El projecte s'havia de completar amb la restauració de les façanes de les edificacions adjacents (la qual es va dur a terme entre 1998 i 2001), i l'habilitació d'un museu dedicat a l'11 de setembre i la història del cementiri i plaça, així com acollir les restes del pont enderrocat que es conservaven en un magatzem municipal.
El 1999, la Generalitat declarà el Fossar de les Moreres, conjuntament amb el Llibre de Privilegis de Cervera, béns culturals d'interès nacional; fins aleshores el Fossar havia tingut la consideració de conjunt històric. El 2001 s'hi construí el memorial de guerra del 1714, on es commemora la Diada Nacional de Catalunya, i des de l'abril de 2002, l'associació Memorial 1714 col·loca un ram de flors amb la bandera catalana cada diumenge al migdia al recipient que es troba al peveter. El 2014 va ser l'escenari de l'acte institucional amb motiu del Tricentenari, amb la intervenció del president de la Generalitat de Catalunya Artur Mas.

## Descripció
L'àmbit ve deliminat per la vorera del carrer de Santa Maria oposada a la basílica, i les façanes dels edificis d'habitatges que hi donen, les quals han estat rehabilitades. La nova configuració de l'espai permet combinar l'ús públic quotidià i veïnal de la placeta i la seva significació simbòlica de Memorial, que s'aconsegueix amb la manipulació topogràfica de la superfície. En el límit de la plaça amb el carrer de Santa Maria hi ha un pedrís de 30 m de longitud i 60 cm d'alçada que determina l'accés a l'interior de la plaça als dos extrems, i protegeix l'espai del trànsit del carrer atorgant-li un caràcter més tranquil. Aquest, vist des de l'interior de la plaça, es converteix en una falla topogràfica que en el punt mitjà té una alçada de 2 m i als extrems els mateixos 60 cm que té a tot el llarg del carrer. Aquesta definició geomètrica del paviment que acusa la direcció del carrer del Malcuinat, estableix en els àmbits triangulars diferents pendents que permeten l'accés al recinte de tothom. Alhora que permeten funcions lúdiques de caràcter diferenciat.